# Cleorodes perfumaria
Cleorodes perfumaria är en fjärilsart som beskrevs av Franz Dannehl 1933. Cleorodes perfumaria ingår i släktet Cleorodes och familjen mätare. Inga underarter finns listade i Catalogue of Life.